# Jacques Hadamard
Jacques Salomon Hadamard (Versalhes, 8 de dezembro de 1865 — Paris, 17 de outubro de 1963) foi um matemático francês.

## Vida
Filho de Amédée Hadamard, professor de origem judaica. A família foi morar em Paris, em 1867, onde seu pai lecionou história, matemática e literatura clássica inicialmente no Lycée Charlemagne, depois no Lycée Louis-le-Grand. Jacques Hadamard estudou em ambas as escolas, completando os estudos secundários em 1883.
Estudou a partir de 1884 na Escola Normal Superior de Paris. Seus professores foram, entre outros, Paul Tannery, Charles Hermite, Gaston Darboux, Paul Émile Appell, Édouard Goursat e Charles Émile Picard. Após formar-se em 1888, trabalhou inicialmente como professor em diversas escolas. Doutorou-se em 1892 com uma tese sobre funções definidas mediante séries de Taylor. Neste mesmo ano recebeu o Grand Prix des Sciences Mathématiques por seu trabalho sobre a determinação da quantidade de números primos menores que um número pré-estabelecido.
Também em 1892 casou com Louise-Anna Trénel, indo morar em Bordeaux, onde Hadamard lecionou na universidade local. Em 1 de fevereiro de 1896 foi então professor de astronomia e mecânica. Durante sua permanência em Bordeux publicou 29 artigos em várias áreas da matemática, sendo o artigo mais significativo publicado em 1896, com a prova do teorema do número primo.
Em 1897 foi trabalhar na Sorbonne em Paris. Durante o caso Dreyfus (um exemplo de antissemitismo na França do século XX) defendeu o lado de Alfred Dreyfus, que era seu cunhado.
Em 1898 foi publicado o primeiro volume de sua obra Leçons de Géométrie Elémentaire, sobre geometria bidimensional, seguindo em 1901 o segundo volume, sobre geometria tridimensional.
Em 1898 Hadamard recebeu o Prix Poncelet, por suas publicações dos 10 últimos anos. Desde então concentrou-se mais sobre a física matemática, deixando sempre bem claro ser mais matemático que físico. Neste tempo escreveu artigos revolucionários sobre equações diferenciais parciais e Geodésia. Também envolveu-se com óptica geométrica, hidrodinâmica e problemas de limite.
Foi palestrante convidado do Congresso Internacional de Matemáticos em Zurique (1897), Paris (1900), Heidelberg (1904), Roma (1908), Cambridge (1912), Estrasburgo (1920), Bolonha (1928), Zurique (1932) e Massachusetts (1950).
Recebeu diversas outras condecorações e foi eleito presidente da Société Mathématique de France em 1906. Em 1912 foi selecionado professor de análise da École Polytechnique, como sucessor de Camille Jordan. No mesmo ano assumiu uma cadeira na Académie des Sciences, vaga pela morte de Henri Poincaré.
Em 1916 seus dois filhos mais velhos sucumbiram num período de poucas semanas durante a Batalha de Verdun. Hadamard sufocou sua enorme tristeza concentrando-se ainda mais na matemática. Em 1920 obteve uma cadeira de análise na École centrale de Paris, mantendo no então seu posto na École Polytechnique e no Collège de France. Durante este tempo até 1933 viajou bastante e esteve duas vezes nos Estados Unidos. Publicou incansavelmente artigos e livros de alta qualidade.
Entre as duas guerras mundiais voltou-se politicamente para a esquerda. Após a eclosão da Segunda Guerra Mundial e da queda da França conseguiu fugir com a família para os Estados Unidos. Obteve uma vaga temporária como professor visitante na Universidade Columbia. Em 1944 seu terceiro filho também morreu na guerra. Foi para a Inglaterra e após a guerra retornou à França.
Tornou-se então pacifista ativo. Sua proximidade com o partido comunista quase impediu-o de participar de um congresso internacional em 1950, em Cambridge (Massachusetts). Sua entrada nos Estados Unidos somente foi possível após ingerências de seus colegas estadunidenses. Com 85 anos de idade, foi presidente de honra do congresso.
A notícia da morte de seu sobrinho em 1962, devido a uma queda durante uma escalada, abalou aparentemente sua vontade de viver. Ele não saiu mais de sua casa e morreu em outubro do ano seguinte.
É lembrado através do código de Hadamard, teorema de Cauchy-Hadamard, desigualdade de Hadamard, matriz de Hadamard e transformação de Hadamard.

## Obras
- An Essay on the Psychology of Invention in the Mathematical Field. Princeton University Press, 1945; Neuausgabe unter dem Titel The Mathematician’s Mind: The Psychology of Invention in the Mathematical Field. ebd. 1996; ISBN 0-691-02931-8